# Хара-Улах
Хара-У́ла́х (якут. Хара-Уулаах — «чёрная вода») — река в России. Протекает по территории Якутии. Берёт начало на хребте Орулган на высоте около 1150 м, течёт на север и впадает в море Лаптевых. Крупных населённых пунктов на реке нет.

## Описание
Длина реки — 185 км. Площадь водосборного бассейна — 5350 км². Питание снеговое и дождевое. Замерзает в октябре, вскрывается в мае. Половодье с июня по начало июля. Впадает в Хара-Улахскую бухту моря Лаптевых, формируя единую дельту с рекой Нянгылбыя и образуя несколько островов, крупнейшие из которых Хара-Улах-Тердюн-Арыта, Дянгылбыя-Арыта и Тёрур-Арыта.

## Притоки
Крупные притоки: Камсатал, Богучан, Куобах, Ойуун-Юрэгэ, Буянка.